# Mitteldissen
Koordinaten: 51° 11′ 1″ N, 9° 24′ 0″ O
Mitteldissen ist eine Wüstung im Süden der Gemarkung von Dissen, einem Stadtteil von Gudensberg im nordhessischen Schwalm-Eder-Kreis. Die Flurnamen „Mitteldisser Feld“ und „Mitteldisser Wiesen“ erinnern an das verschwundene Dorf.

## Geographische Lage
Die Wüstung liegt südlich von Dissen und nordöstlich der Kernstadt Gudensberg auf etwa 206 m Höhe unweit nördlich der Kreisstraße K 7 von Gudensberg nach Deute und westlich der Bundesstraße 254. Der kleine vom Sonneborn kommende Bach verläuft unmittelbar nördlich der einstigen Siedlung.

## Geschichte
Die kleine Siedlung wurde im Jahre 1303 erstmals urkundlich erwähnt, als ein Homberger Bürger dem 1269 gründeten Prämonstratenser-Frauenstift St. Georg in Homberg einen Zins vom Zehnten „in mediocri Tusen“ verschrieb. In den folgenden Jahren sind weitere Güterverkäufe in der Gemarkung bekundet: 1311 verkaufte das Kloster Ahnaberg seine Güter in der Gemarkung von Mitteldissen dem St. Petri-Stift in Fritzlar, 1312 taten mehrere Gudensberger Bürger desgleichen und 1345 verschrieben Gudensberger Bürger dem Heiligen-Kreuz-Altar in der Gudensberger Stadtkirche St. Margarethen eine Gült aus Wiesen zu Mitteldissen, das zu diesem Zeitpunkt noch als Dorf bezeichnet wurde. Die Letzterwähnung des Orts im Jahre 1436 betrifft eine Hufe zu Mitteldissen, die vom Kloster Hasungen zu Landsiedelrecht verliehen wurde. Ob der Ort zu dieser Zeit noch besiedelt war, ist unbekannt. Wahrscheinlicher ist allerdings, dass die letzten Bewohner – wie auch die des benachbarten Unseligendissen – um die Mitte des 14. Jahrhunderts in die nur etwa 1 km westlich gelegene, 1356 als selbständige Stadt gegründete sogenannte „Freiheit“ der von der landgräflichen Siedlungspolitik begünstigten Stadt Gudensberg gezogen waren.